# Hardwicke Bay (South Australia)
Hardwicke Bay är en vik i Australien. Den ligger i delstaten South Australia, omkring 110 kilometer väster om delstatshuvudstaden Adelaide.
Trakten runt Hardwicke Bay är nära nog obefolkad, med mindre än två invånare per kvadratkilometer. Genomsnittlig årsnederbörd är 570 millimeter. Den regnigaste månaden är juni, med i genomsnitt 112 mm nederbörd, och den torraste är januari, med 12 mm nederbörd.